# The Music (日本の雑誌)
『The Music』（ザ・ミュージック）は、小学館が発行していた日本の月刊音楽雑誌。主に洋楽を取り上げた。1976年11月創刊、1979年3月号をもって休刊。
シンコー・ミュージックが発行していた『ミュージック・ライフ』と同じように洋楽アーティストをグラビアで紹介する記事が主体だったが、比較的日本のアーティストも取り上げた。同誌が刊行されていた1970年代後半は、パンクやAOR、レゲエ、ディスコ、テクノポップ（当時は無機的サウンドなどと呼んだ）など、様々な音楽ジャンルが日本に入って来た時代だったが、同誌は比較的、日本で人気を博したオリビア・ニュートン・ジョン、リンダ・ロンシュタット、カーペンターズ、ザ・ランナウェイズ、フリートウッド・マック、ビージーズ、ジャニス・イアン、スージー・クアトロ、ベイ・シティ・ローラーズ、チープ・トリック、キッス、クイーン、ボズ・スキャッグス、イーグルス、ビリー・ジョエル、ケイト・ブッシュ、ブロンディなどを複数回取り上げた。日本のアーティストでは同誌の編集者の好みと考えられるが、矢野顕子が何度も取り上げられた。他に同誌でよく取り上げられたのは、矢沢永吉、カルメン・マキ、竹内まりや、阿川泰子、Char、世良公則&ツイストら。